# Eugraptoblemma rosealis
Eugraptoblemma rosealis là một loài bướm đêm trong họ Noctuidae.